# Simfonia núm. 38 (Mozart)
La Simfonia num. 38 en re major K. 504 (Praga) fou composta per Wolfgang Amadeus Mozart a finals del 1786.
Va ser estrenada a Praga el 19 de gener de l'any següent, unes setmanes després d'haver-se interpretat Les noces de Fígaro a la mateixa ciutat. Altres peces compostes pel músic austríac en aquells temps foren el Concert per a piano i orquestra núm. 25 i els trios per a piano en si bemoll major, K. 502 i K. 503, el primer escrit el novembre de 1786 i l'últim al desembre. L'ària scena i el rondó Ch'io mi scordi di te? K.505 per a soprano i piano també data d'aquest període.
Aquesta simfonia hauria de portar el núm. 37 si es tingués en compte que la catalogada com a núm. 37 no és realment de Mozart, llevat de la introducció, sinó de Haydn.

## Praga
Encara que la popularitat de Mozart a Viena el 1786 va decaure molt, les seues composicions eren molt aclamades a la zona de Bohèmia, especialment a Praga on tenia gran quantitat de seguidors. Un article aparegut al Prager Neue Zeitung poc després de la seua mort plasma aquest sentiment: "Sembla que Mozart haja escrit exclusivament per a la gent de Bohèmia, la seua música és compresa a Praga millor que a cap altra zona i, fins i tot, al camp és coneguda i aclamada." La Simfonia Praga fou escrita en agraïment a aquesta consideració.

## Estructura
L'obra s'estructura en tres moviments:
1. Adagio—Allegro en re major. Sonata, precedit per un Adagio a manera d'introducció en compàs 4/4
2. Andante en sol major. Sonata. Compàs 6/8
3. Finale (Presto) en re major.